# Вулиця Макаренка (Севастополь)
Вулиця Макаренка (крим. Makarenko soqağı) — вулиця в Ленінському районі Севастополя, між вулицею Лобанова та перехрестям вулиці Коробкова та провулку Макаренка.
Перша назва — вулиця Нестерова. 22 грудня 1954 перейменована на честь Антона Макаренка. Забудована приватними житловими будинками з присадибними ділянками.